# 聖子
聖子（希臘語：Θεός ὁ υἱός），在基督教神學中，為三位一體教義中的第二個位格，即“上帝的獨生子耶穌”。基督教神學傳統中，定位聖父、聖子、聖靈同是三位一體的神。

《圣经·约翰福音》第3章第16节記載：「神愛世人，甚至將祂的獨生子賜給他們，叫一切信祂的，不至滅亡，反得永生。」《路加福音》第20章第9-19节中以一個葡萄園園主的愛子來比喻聖子在世上的遭遇（园主的比喻）。